# 神奈川県立障害児学校教職員組合
神奈川県立障害児学校教職員組合（かながわけんりつしょうがいじがっこうきょうしょくいんくみあい　英語:kanagawa special needs education teachers union）は日本における教職員組合の組織のひとつであり、全日本教職員組合（全教）に加盟する団体である。
略称は神障教組（しんしょうきょうそ）。

## 概要
神奈川県立障害児学校29校に勤務する教職員で組織する労働組合であり、日本教職員組合に加盟する神奈川県教職員組合や神奈川県高等学校教職員組合、全教へオブザーバー加盟をする横浜市立高校教職員組合とは違い、上部団体を持たないいわゆる青空組合（ただし、全教とは教組共闘連絡会を通じて教研集会や学習会を共同で行う関係ではあった）であったが、過密過大化する障害児学校への設置基準の策定を求める運動に自身の組織では限界があり、全教への加盟を決定。
書記局は横浜市神奈川区鶴屋町3-30-1農機会館ビル402